# Carlos Mijangos
Carlos Alberto Marcelo Mijangos (Retalhuleu; 19 de agosto de 1951) es un exentrenador y delantero de fútbol guatemalteco.

## Trayectoria como entrenador
Luego de retirarse como jugador, pasó a la gerencia y dirigió a varios clubes de Guatemala y de El Salvador. En 2016 dirigió a Chalatenango, pero problemas con la directiva del equipo provocó que fuera destituido tras finalizar el Torneo Clausura 2017.

## Clubes

### Como jugador
| Club               | País           | Año       |
| ------------------ | -------------- | --------- |
| Juventud Retalteca | Guatemala      | 1969-1974 |
| Zacapa             | Guatemala      | 1974-1976 |
| Universidad        | El Salvador    | 1976-1977 |
| Chalatenango       | El Salvador    | 1977-1978 |
| Municipal          | Guatemala      | 1979-1982 |
| Motagua            | Honduras       | 1982-1984 |
| Xelajú M.C.        | Guatemala      | 1984-1986 |
| Tulsa Roughnecks   | Estados Unidos | 1987-1988 |
| Cobán Imperial     | Guatemala      | 1988-1990 |

### Como entrenador
| Club                | País        | Año       |
| ------------------- | ----------- | --------- |
| Aurora              | Guatemala   | 1997-1998 |
| Deportivo Escuintla | Guatemala   | 1998-1999 |
| Tipografía Nacional | Guatemala   | 2003-2004 |
| Chalatenango        | El Salvador | 2004-2005 |
| Deportivo San Pedro | Guatemala   | 2005-2006 |
| Atlético Balboa     | El Salvador | 2009      |
| Águila              | El Salvador | 2010      |
| Juventud Retalteca  | Guatemala   | 2012-2013 |
| Deportivo Reu       | Guatemala   | 2013      |
| Chalatenango        | El Salvador | 2016-2017 |